# Bajandai
Bajandai (russisch Баянда́й) ist ein Dorf (selo) in der Oblast Irkutsk in Russland mit 2672 Einwohnern (Stand 14. Oktober 2010).

## Geographie
Der Ort liegt etwa 120 km Luftlinie nordöstlich des Oblastverwaltungszentrums Irkutsk am Südwestrand des Baikalgebirges im Bereich des Übergangs zum Lena-Angara-Plateau. Er liegt am Oberlauf der Bajandaika, die über Ljury, Murin und Kuda in südöstlicher Richtung zur Angara abfließt.
Bajandai ist Verwaltungszentrum des Rajons Bajandajewski sowie Sitz und einzige Ortschaft des gleichnamigen munizipalen Gebildes (munizipalnoje obrasowanije) mit dem Status einer Landgemeinde (selskoje posselenije).

## Geschichte
Das von Burjaten bewohnte Dorf wurde bereits im Zusammenhang mit dem Vordringen von Russen in die Region Mitte des 17. Jahrhunderts erwähnt. Sein Name bedeutet im Burjatischen ungefähr „reiche Erde“.
Mit Gründung der Mongolisch-Burjatischen Autonomen Oblast am 9. Januar 1922 kam die Ortschaft zu deren Echirit-Bulagatski aimak (burjatische Bezeichnung für Rajon, heute gleichnamiger Rajon) mit damaligem Sitz im knapp 25 km südwestlich gelegenen Dorf Olsony. Aus der Autonomen Oblast ging 1923 die Burjatische ASSR hervor, deren Gebiete nordwestlich des Baikalsees ab 26. September 1937 den Nationalkreis der Ust-Ordynsker Burjaten (ab 1977 Autonomer Kreis) bildeten; Verwaltungssitz des Nationalkreises wurde das 60 km südwestlich von Bajandai gelegene Ust-Ordynski, und zugleich der Sitz des Echirit-Bulagatski rajon nach dort verlegt. Am 19. April 1941 wurde ein eigenständiger, nach dem Ort benannter Rajon mit Sitz in Bajandai ausgegliedert, der zunächst bis 1963 bestand, als er wieder im Echirit-Bulagatski rajon aufging. Seit Februar 1975 existiert der Bajandajewski rajon erneut.

### Bevölkerungsentwicklung
| Jahr | Einwohner |
| ---- | --------- |
| 1959 | 3136      |
| 1979 | 2896      |
| 1989 | 3383      |
| 2002 | 2874      |
| 2010 | 2672      |

Anmerkung: Volkszählungsdaten

## Verkehr
Östlich an Bajandai vorbei verläuft die Regionalstraße 25N-013, die von Irkutsk über Ust-Ordynski kommend weiter nach Schigalowo an der Lena führt. Beim Dorf zweigt die 25K-003 über das östlich benachbarte Rajonzentrum Jelanzy nach Chuschir auf der Baikalinsel Olchon ab.
Die nächstgelegene Bahnstation befindet sich in Irkutsk an der Transsibirischen Eisenbahn.